# Halowe Mistrzostwa Europy w Lekkoatletyce 1979 – bieg na 3000 m mężczyzn
Bieg na 3000 metrów mężczyzn – jedna z konkurencji biegowych rozgrywanych podczas halowych lekkoatletycznych mistrzostw Europy w hali Ferry-Dusika-Hallenstadion w Wiedniu. Rozegrano od razu bieg finałowy 25 lutego 1979. Zwyciężył reprezentant Szwajcarii Markus Ryffel, który tym samym obronił tytuł zdobyty na poprzednich mistrzostwach.

## Rezultaty

### Finał
Rozegrano od razu bieg finałowy, w którym wzięło udział 11 biegaczy.
Opracowano na podstawie materiału źródłowego.
| Miejsce | Zawodnik            | Czas    | Uwagi   |
| ------- | ------------------- | ------- | ------- |
| 1       | Markus Ryffel       | 7:44,43 | CR · NR |
| 2       | Christoph Herle     | 7:45,44 |         |
| 3       | Aleksandr Fiedotkin | 7:45,50 | NR      |
| 4       | Andreas Bäsig       | 7:45,6  |         |
| 5       | Nick Rose           | 7:46,7  |         |
| 6       | Dietmar Millonig    | 7:47,5  |         |
| 7       | Francis Gonzalez    | 7:51,9  |         |
| 8       | Mariano Scartezzini | 7:53,3  |         |
| 9       | Joost Borm          | 7:58,4  |         |
| 10      | Bo Nytofle          | 8:10,8  |         |
| 11      | Wolfgang Konrad     | 8:14,0  |         |